# حقل شهاب
حقل شهاب هو حقل غاز طبيعي في المملكة العربية السعودية أعلن وزير الطاقة الأمير عبد العزيز بن سلمان عن تمكن أرامكو السعودية من اكتشافه في 27 فبراير 2022.

## الموقع
يقع في منطقة الربع الخالي، على بعد 70 كيلو متراً جنوب غرب حقل الشيبة.

## الإنتاج
تدفق الغاز من بئر شهاب -1 بمعدل 31 مليون قدم مكعبة قياسية في اليوم.